# Bomberman (jeu vidéo, 1983)
Pour les articles homonymes, voir Bomberman (homonymie).
 (octobre 2019).
Si vous disposez d'ouvrages ou d'articles de référence ou si vous connaissez des sites web de qualité traitant du thème abordé ici, merci de compléter l'article en donnant les références utiles à sa vérifiabilité et en les liant à la section « Notes et références ».
Bomberman (ボンバーマン, Bonbāman), ou Bomber Man, est un jeu vidéo développé par Hudson Soft, sorti en 1983. Il s’agit d’un jeu d'action basé sur le motif du labyrinthe dans lequel le personnage détruit les ennemis en posant des bombes à retardement.
Le jeu est sorti sur divers ordinateurs au Japon, comme les MSX, PC-88, Sharp MZ et FM-7, et sur ZX Spectrum en Europe, sous le titre Eric and the Floaters. Une version remaniée a vu le jour sur la console Famicom en 1985.
C'est le premier épisode de la série Bomberman.

## Système de jeu
Dans les premières versions sur ordinateurs, le personnage explore le réseau de tunnels d'une civilisation disparue. Il doit poser des bombes pour détruire les ballons flottants qui le menacent. Il peut aussi détruire les murs afin de débloquer des accès et découvrir des trésors.
Dans la version Famicom, le personnage veut s'échapper de la fabrique de bombes où il travaille. Les portes qui mènent aux salles suivantes sont cachées sous des rochers. Dans cette version, les niveaux s'étendent sur plusieurs écrans en largeur, les ennemis sont plus variés et un compte à rebours apparaît. Le design du personnage se rapproche de sa forme définitive, celle d'un petit robot dont l'allure évoque les personnages d'anime. À la fin du jeu, Bomber Man se transforme en humain, en « Lode Runner », le personnage d'un autre jeu publié au Japon par Hudson Soft.
Chaque jeu comprend 50 niveaux au total.

## Commercialisation
Bomberman est sorti sur Famicom le 20 décembre 1985 au Japon et sur Nintendo Entertainment System en 1987 aux États-Unis. Il est édité sur Famicom Disk System le 24 avril 1990 et est réédité sur Game Boy Advance le 14 février 2004 dans la collection NES Classics (également en Europe) et le 22 décembre 2005 dans la compilation Hudson Best Collection Vol.1: Bomberman Collection (seulement au Japon).

## Postérité
Le jeu a donné naissance à une longue série. 3-D Bomberman (1984) sur MSX est un jeu d'action dans lequel l'environnement de jeu est représenté en pseudo 3D ; Bomberman Special (1986) sur MSX est une version remaniée du jeu original, basée sur la version NES; et Bomber King (RoboWarrior aux États-Unis), sur NES, MSX2 (et plus tard Game Boy), un jeu d'action à progression dans lequel le gameplay repose à la fois sur l'usage d'une arme à feu et de bombes pour se frayer un chemin dans le décor et se débarrasser des ennemis.
La seconde vague de jeux, qui est parvenue plus largement jusqu'en Europe, vient en 1990 et 1991, avec la sortie de Bomber Boy sur Game Boy, Bomberman sur PC Engine, Amiga, Atari ST et PC, Bomberman sur borne d'arcade et Bomberman II sur NES. Tous ces jeux sont estampillées Dyna Blaster en Europe.